# 奇亞爾科柳山
16°27′49″S 67°57′20″W / 16.46361°S 67.95556°W
奇亞爾科柳山（Ch'iyar Qullu），是玻利維亞的山峰，位於該國西部拉巴斯省的佩德羅多明戈穆里略省，處於哈蒂科柳山和卡西里山西南面，屬於安第斯山脈中玻利維亞瑞阿爾山脈的一部分，海拔高度5,112米。